# موكوجين
موكوجين ((باليابانية: 木人)، حرفياً شخص خشب(ي))، أُخذت شخصيته من فيلم جاكي شان رجال شاولين الخشبيون. موكوجين عبارة عن دمية تدريب خشبية أتت إلى الحياة أثناء وجود شرير قوي. وهو لايملك أسلوب قتال خاص به، وبدلاً من ذلك، يقوم بتبديل الفنون القتالية مع المقاتلين الآخرين من اللعبة. في بداية القتال، يختار موكوجين أسلوب قتال شخصية أخرى عشوائياً، ويستخدم سيفاً خشبياً عندما يقلد يوشيمتسو، أو ذيلاً عندما يقلد روجر. على هذه الهيأة، فإن إتقان حركاته يتطلب إتقان جميع حركات الشخصيات في اللعبة.
استيقظ موكوجين عندما أُطلق سراح أوغر. بعد أن هزم جين كازاما أوغر، عاد موكوجين بدون حياة مرة أخرى؛ لكن مع ابتسامة صغيرة على وجهه (ذُكر في البادئة لموكوجين في تيكن 5). مع استيقاظ شرير قوي آخر (جنباتشي ميشيما)، عاد موكوجين إلى الحياة مرة أخرى. تبعاً لهزيمة جنباتشي ميشيما، عاد موكوجين بدون حياة مرة أخرى.
ظهر موكوجين في اللعبة المختلطة متعددة الشركات، كروس إدج، كدمية تدريب صيغة معركة التدريب داخل اللعبة تحت اسم وودمان.

## وصلات خارجية
- تيكن ويكي
- تيكنبيديا الإنجليزية